# Club Atlético Argentino del Sud
El Club Atlético Argentino del Sud fue un club de fútbol argentino establecido en el partido bonaerense de Avellaneda. Fundado en 1907, fue reconocido por haber participado en los campeonatos de Primera División de la Asociación Argentina de Football entre 1923 y 1930.

## Historia
Fue fundado el 1ro de septiembre de 1907 en Avellaneda.

### Primeros años
En 1912 se afilia a la Argentine Football Association y se incorpora a la Segunda División, que desde 1911 ocupaba la tercera categoría. Debido al cisma, decide quedarse en la Asociación Argentina de Football y en 1913, debido a una nueva reestructuración, pasa a la División Intermedia. Allí logra ser el ganador de su sección y se clasifica a las semifinales, donde queda eliminado ante Gimnasia y Esgrima de Flores.

#### Primera desafiliación
En 1915 el fútbol argentino se unifica, y la División Intermedia vuelve a ser un único torneo pero con más participantes. El club compite en la Zona 3, donde finalizó último junto a Universitarios. Sin embargo, algunas acciones del club terminaron influyendo en la definición del campeonato, debido a que los jugadores Carbone y Solari también se encontraban en el plantel de Barracas, lo que concluyó en la anulación de partidos y le permitió a Gimnasia y Esgrima La Plata disputar el campeonato y ascenso, que terminaría obteniendo. Tras la floja campaña se desafilió.

### Nueva etapa
Tras 4 años ausente, el club retorna al fútbol argentino y se afilia a la Asociación Amateurs de Football, compitiendo en su División Intermedia desde 1920, finalizando penúltimo. También compite con un equipo de reserva, donde logra un mejor desempeño.

#### Primer título
El equipo inició la Copa de Competencia directamente desde semifinales, donde venció por 3 a 2 a Talleres. En la final enfrentó a Chacabuco y, tras vencer por 1 a 0, se consagró campeón por primera vez.

#### Ascenso a Primera División
En 1921 no participa del torneo, pero compite con su reserva en el torneo respectivo.
En 1922, tras una dura lucha por el primer lugar, la definición del campeonato quedó postergada debido al reclamo del club contra Rivadavia, lo que ponía en vilo el puesto de Villa Ballester. Finalmente, el Consejo de Neutrales falló a favor de Argentino y se consagró campeón por primera vez, ascendiendo a Primera División.
El 29 de julio de 1923 hace su debut en la máxima categoría, viajando a Villa Luro en visita a Vélez Sarsfield, a quien venció por 1 a 0. Durante el torneo se enfrentó a cuatro de los hoy conocidos como cinco grandes, destacándose el empate por 0 a 0 ante quien sería el campeón, San Lorenzo de Almagro. En su calidad de debutante, logró una buena campaña alcanzando el octavo lugar junto a Vélez, San Isidro y Buenos Aires.

#### Primer declive
La temporada de 1924 arrancó para el equipo con una dura derrota en el campeonato, ante Estudiantes de La Plata, por 6 a 1. Pero logra recuperarse al vencer a Vélez por 2 a 0.
El 17 de abril hace su debut en una copa nacional, en la Copa de Competencia, cayendo por 4 a 1 ante Estudiantil Porteño.
El 4 de mayo, por la fecha 5. en su visita a Independiente, estaba igualando por 1 a 1. Pero a los 29 minutos del segundo tiempo, por disconformidad con el árbitro, el equipo se retira del juego y termina perdiendo los puntos.
La situación en el campeonato comienza a complicarse, habiendo obtenido 6 triunfos y 2 empates, siendo sus resultados más destacados la goleada a Lanús de visitante y un histórico empate ante River Plate en Recoleta. A la situación se sumó el encuentro ante Estudiantil Porteño, donde igualaba 1 a 1 hasta que incidentes suspendieron el partido, que terminó en la pérdida de los puntos para Argentino y una quita de 2 puntos. Su último encuentro en el certamen debía ser ante Banfield el 19 de octubre, pero Argentino no se presentó y perdió los puntos, por lo que no pudo superar en puntos a Ferro Carril Oeste, que había culminado sus partidos 1 mes antes; a lo que se sumó Quilmes, que perdería su último partido en noviembre. En espera del desempate, el equipo culminaba su participación en la Copa de Competencia último.
El  dio inicio el desempate, con triunfo de Argentino sobre Quilmes. Luego de 3 empates, el 8 de febrero Ferro venció a Quilmes, condenando al cervecero. Finalmente, el Consejo Directivo resolvió la anulación de los descensos.

#### Triunfo histórico
La temporada de 1925 inició con un empate ante Quilmes y un triunfo ante Defensores de Belgrano de visita, a lo que le siguieron dos empates, tres derrotas y el triunfo ante Ferro.
El 31 de mayo, recibió en la cancha de Racing a River Plate por la fecha 9, y se impuso por 3 a 1, siendo la primera vez que vence a uno de los cinco grandes. Los goles de Argentino los anotaron Barrera, en 2 ocasiones, y Bao. 
A pesar del buen comienzo, perdería gran parte de los encuentros, finalizando el torneo en el 17mo puesto compartido con Vélez, River y Atlanta. Por la Copa de Competencia, no lograría superar la Fase de grupos, finalizando penúltimo.
En 1926 tuvo un muy bajo desempeño en el campeonato, cayendo en la mayoría de los partidos y, en algunos, por abultadas goleadas; por lo que finalizó penúltimo. Sin embargo, de sus pocas victorias, se destaca un nuevo triunfo, del 25 de abril por la fecha 2, sobre River Plate por 3 a 2. Por la Copa de Competencia tuvo un mejor desempeño, obteniendo triunfos sobre Nueva Chicago y Gimnasia, pero no logró superar la fase de grupos. En el campeonato y competencia de reserva logró levemente mejores resultados.

### Últimos años
En 1927 el fútbol argentino se unifica y muchos equipos fueron relegados a la nueva Primera División B. Sin embargo, ninguno de la Asociación Amateurs perdió la categoría, por lo que Argentino conservó la categoría. Pero, al no ser uno de los clubes del cisma de 1919, no tenía el privilegio de salvarse el descenso en caso de finalizar en esa zona.
La temporada de 1927 comenzó con el pie derecho, obteniendo 3 triunfos en el primer mes de juego. Sin embargo, las derrotas empezaron a acumularse, teniendo varias rachas contadas por triunfos esporádicos. El triunfo sobre Tigre por la fecha 29 le dio pie para asegurar la permanencia algunas fechas antes de terminar el certamen.

#### En vilo del descenso
La temporada de 1928 tuvo un pobre comienzo para el club y durante el certamen repitió el desempeño de la temporada anterior. Sin embargo, pudo cerrar el año con un histórico triunfo: el 23 de diciembre recibió al último campeón, San Lorenzo de Almagro, y lo venció por 4 a 1. Su último triunfo en la temporada fue ante Buenos Aires, por la fecha 33 disputada el 19 de mayo de 1929, lo que le permitió asegurar la permanencia.

#### El descenso
La temporada de 1929 fue fugaz, debido a lo avanzado del año y tratándose de un certamen de emergencia no tuvo descensos; aunque Argentino logró algunos triunfos, entre ellos ante Huracán por no presentarse, finalizando a mitad de tabla de su sección.
La temporada de 1930 sería la peor del club y una de las peores campañas del fútbol argentino. Iniciada con una derrota por la mínima ante Talleres, los malos resultados empezaron a acumularse con rapidez, obteniendo 2 empates ante Defensores de Belgrano y Argentino de Quilmes, mientras que perdió los puntos ante Buenos Aires tras 10 minutos de juego. El 5 de octubre, por la fecha 19, obtuvo su única victoria en el campeonato, al imponerse por 3 a 2 ante Estudiantil Porteño en Villa Dominico, en su nueva cancha. También fue su último triunfo en Primera División, y sus últimos puntos, ya que acarrearía una racha de 15 derrotas a partir de la vigésima fecha

## Cancha
Tuvo su primera cancha en la calle Sarmiento al 500. Luego se mudó a la comprendida entre las calles Cochabamba y Lavalle. Para 1927 ya se encontraba en su tercera cancha, ubicada entre avenida Roca y Jaramillo, en Sarandí, estaba cercada por alambrado de tejido y contaba con pasillo y casillas para los jugadores, aunque no poseía tribunas. En el ocaso del club, se mudó a Villa Domínico, en una cancha ubicada entre las calles Antequera y Zeballos.

## Palmarés
| Organizados por AAmF                                        | Organizados por AAmF | Organizados por AAmF |
| Competición nacional                                        | Títulos              | Subcampeonatos       |
| ----------------------------------------------------------- | -------------------- | -------------------- |
| División Intermedia (1/0)                                   | 1922                 |                      |
| Copa de Competencia de División Intermedia de la AAmF (1/1) | 1920                 | 1921                 |

## Datos del club

### Temporadas
- Temporadas en Primera División: 8 (1923 — 1930)
- Temporadas en segunda categoría: 7
  - Temporadas en División Intermedia: 3 (1913 — 1915)
  - Temporadas en Primera División B: 1 (1931)
- Temporadas en tercera categoría: 1
  - Temporadas en Segunda División: 1 (1912)

- Participaciones en Copa de Competencia de Primera División: 4
  - Participaciones en Copa de Competencia de la AAmF: 3 (1924 — 1926)
  - Participaciones en Copa de Competencia Jockey Club: 1 (1931)
- Participaciones en Copa de Competencia de División Intermedia: 2
  - Participaciones en Copa de Competencia de la AAmF: 2 (1920 — 1921)

### Cronología por año
| Temp. | Div. | Clubes | Pos. | Pts | PJ | PG | PE | PP | GF | GC  | DG  | Copa                  | Otras copas |
| ----- | ---- | ------ | ---- | --- | -- | -- | -- | -- | -- | --- | --- | --------------------- | ----------- |
| 1912  | 2D   | 10     |      |     |    |    |    |    |    |     |     |                       | —           |
| 1913  | DI   | 26     | 3º   |     |    |    |    |    |    |     |     |                       | —           |
| 1914  | DI   | 13     |      |     |    |    |    |    |    |     |     |                       | —           |
| 1915  | DI   | 28     |      |     |    |    |    |    |    |     |     |                       | —           |
| 1920  | DI   | 12     | 11º  | 12  | 22 | 4  | 4  | 14 | 12 | 15  | -3  | Campeón (CCDI)        | —           |
| 1921  | DI   | 11     | —    |     |    |    |    |    |    |     |     | Subcampeón (CCDI)     | —           |
| 1922  | DI   | 17     | 1º   | 58  | 32 | 28 | 2  | 2  |    |     |     | —                     | —           |
| 1923  | A    | 21     | 11º  | 19  | 20 | 7  | 5  | 8  | 13 | 19  | -6  | —                     | —           |
| 1924  | A    | 24     | 21º  | 12  | 23 | 6  | 2  | 15 | 23 | 35  | -12 | Fase de grupos (CC)   | —           |
| 1925  | A    | 25     | 19º  | 20  | 24 | 7  | 6  | 11 | 20 | 25  | -5  | Fase de grupos (CC)   | —           |
| 1926  | A    | 26     | 25º  | 14  | 25 | 5  | 4  | 16 | 22 | 56  | -34 | Fase de grupos (CC)   | —           |
| 1927  | A    | 34     | 26º  | 24  | 33 | 9  | 6  | 18 | 42 | 67  | -25 | —                     | —           |
| 1928  | A    | 36     | 33º  | 25  | 35 | 9  | 7  | 19 | 34 | 59  | -25 | —                     | —           |
| 1929  | A    | 35     | 12º  | 15  | 17 | 6  | 3  | 8  | 14 | 24  | -10 | —                     | —           |
| 1930  | A    | 36     | 36º  | 4   | 35 | 1  | 2  | 32 | 14 | 100 | -86 | —                     | —           |
| 1931  | B    | 19     | —    | —   | 2  | 1  | 0  | 1  | 3  | 1   | 2   | Fase de grupos (CCJC) | —           |